# Kršni zavičaj
Kršni zavičaj bio je hercegovački informativni zbornik u izdanju Franjevačkog samostana sv. Ante Padovanskog na Humcu kod Ljubuškog. 
Njegov je začetnik fra Žarko Ilić koji je 1969. u Drinovcima (gdje je tada bio župnik) izdao župno glasilo pod imenom "Drinovci - godišnji izvještaj 1968." Sadržavao je popis obitelji župe, njenu kratku povijest s popisom svećenika i redovnika iz Drinovaca te važnije događaje u župi. Sljedeće godine izlazi drugi broj, pod imenom "Godišnjak Drinovci 1969.". Sadržaj je proširen đačkim pjesničkim prilozima, a bio je podijeljen na tri dijela: "Ne zaboravimo prošlost!", "Upoznajmo sadašnjost!" i "Mislimo na budućnost!"
Glasilo župe Drinovci bilo je preteča Kršnog zavičaja koji je tematski bio sličan svom prethodniku, a njegov prvi broj izašao je 1970. Jedan od ciljeva zbornika bio je: Da bi se u ovom lutalačkom vremenu očuvalo duhovno jedinstvo našega naroda i da bi se našim odseljenicima omogućila veza s rodnim krajem, neka se pokrene glasilo, koje će sve nas bolje upoznavati s prošlošću i obavještavati o važnjim zbivanjima u sadašnjosti! (druga točka zaključaka Župnog vijeća Drinovaca od 9. svibnja 1971.)
Crkvene vlasti odobrile su ga 17. studenoga 1970., a Republički sekretarijat za obrazovanje i kulturu u Sarajevu upisuje ga u Registar listova i časopisa u BiH 7. srpnja 1971. Prvi je broj izašao u nakladi od 1000 komada u prosincu 1970. kao glasilo župe Drinovci na 48 stranica. Drugi broj je osim župe Drinovci sadržaj proširio i na Bekiju, te je imao nakladu od 2000 komada, kao i povećan broj stranica u odnosu na prvi broj (56). Prva su dva broja tiskana u Đakovu. Treći broj tiskan je u Omišu, a sadržaj širi na značajan dio zapadne Hercegovine. Povećao se i broj stranica na 72, a naklada ustalila na 3000 komada, sve do četrnaestoga broja. Zbog sadržaja naslovne stranice (na kojoj je bila širokobriješka crkva na crveno-bijelo-plavoj podlozi), te zbog nekih članaka u tom broju, "Kršni zavičaj" došao je pod udar tadašnjih vlasti, tako da je omiška tiskara odbika tisak četvrtoga broja. Isti se tiskao u nešto smanjenom opsegu (64 stranice) u Sarajevu uz obveznu prethodnu neslužbenu cenzuru. Od petog broja pa sljedećih devetnaest godina (do 1990.), zbornik se tiskao u Slavonskom Brodu.
Petim brojem 1972. izlaženje se ustalilo o Božiću. Sedmim brojem sadržaj se proširio i na jugoistočni dio Hercegovine, a od dvanaestog broja 1979. sadržaj se proširio na iseljeništvo, te dječjim prilogom "Mali zavičaj". Od 1981. (četrnaesti broj) zbornik prati i zbivanja oko ukazanja u Međugorju. Petnaesti broj tiskan je dva puta, u ukupnoj nakladi od 8000 primjeraka, najviše zahvaljujući praćenju međugorskih ukazanja, što je najveća zabilježena naklada "Kršnog zavičaja". Od 1989. ugovorom izdavačko pravo prelazi sa župnog ureda Drinovci na Franjevački samostan na Humcu, s tim da i dalje stoji napomena o utemeljitelju i prvom izdavaču, a od 1993. suizdavačem Kršnog zavičaja postaje i zbornik "Kačić" u izdanju Franjevačke provincije Presvetog Otkupitelja iz Splita.
Zaključno s 50. brojem zbornik je prestao s izlaženjem.